# 石垣島南方沖地震
石垣島南方沖地震（いしがきじまなんぽうおきじしん）は、1998年（平成10年）5月4日午前8時30分19秒に石垣島南方沖で発生した地震。

## 概要
震源は北緯22度22.7分、東経125度26.2分の深さ35kmで、フィリピン海プレート内の地震と考えられている。地震の規模はM7.7、メカニズムは東西方向に圧縮軸を持つ横ずれ型で、このため規模の割に津波は小さかった。

### 震度
各地の震度は以下の通り
| 震度 | 都道府県 | 観測点名                                                                                             |
| ---- | -------- | --- |
| 3    | 沖縄県   | 平良市下里・平良市西仲宗根・多良間村塩川・石垣市登野城・竹富町西表・与那国町祖納・与那国町久部良     |
| 2    | 沖縄県   | 仲里村謝名堂・石垣市新川                                                                             |
| 1    | 沖縄県   | 名護市宮里・国頭村奥・那覇市樋川・南城市玉城前川・読谷村座喜味・玉城村前川・仲里村山城・南大東村在所 |
| 1    | 鹿児島県 | 鹿屋市新栄町・名瀬市港町・喜界町滝川                                                                 |

## 被害
津波警報が出され、宮古島・八重山地方で1mの津波が予想されたが、石垣島・宮古島で10cm未満、与那国島でも微小津波を観測した程度で、被害はなく、死者、負傷者ともにゼロだった。これは地震の種類が横ずれ断層型だったためである。もし縦ずれ型であったならば、宮古島・八重山地方で3mから4m程度の津波が来襲し多くの被害が出ただろうと考えられている。